# Troels Banggaard
Troels Banggaard (født 8. februar 1983) er en dansk håndboldtræner og tidligere direktør. Han startede som assistenttræner i København Håndbold op til sæsonen 2016/17, hvor han danner trænerduo med cheftræner Claus Mogensen.
Han er tidligere direktør i FCM Håndbold, og inden da var han assisterende træner for Lemvig-Thyborøn Håndbold's herrehold i 1. division og ligaen. Sideløbende med det var han i en sæson også direktør i klubben. Han har ligeledes erfaring som ungdomstræner hos både FCM Håndbold og GOG.